# Лафауи, Абделькадер
Абделькадер Лафауи (араб. عبد القادر العيفاوي‎; 29 июля 1981, Хуссейн Дей) — алжирский футболист, выступавший на позиции центрального защитника. Участник чемпионата мира 2010 года в составе национальной сборной Алжира

## Биография

### Клубная карьера
Лафауи начал свою карьеру в клубе «ОМР Эль-Аннассер», после которого играл в клубах — лидерах алжирского футбола, «Хуссейн Дей», «Белуиздад» и «ЕС Сетиф». В составе «ЕС Сетиф», Лафауи стал чемпионом Алжира, обладателем национального и нескольких международных кубков.

### Карьера в сборной
Абделькадер Лафауи дебютировал в составе национальной сборной Алжира 17 августа 2004 года в матче против сборной Буркина-Фасо. К настоящему времени Лафауи провел в составе сборной 7 матчей. Лафауи принимал участие в Кубке африканских наций 2010 и в чемпионате мира 2010.

## Достижения
- Чемпион Алжира: 2008/09
- Победитель Арабской лиги чемпионов: 2008
- Победитель Кубка чемпионов Северной Африки: 2009
- Финалист Кубка Конфедерации КАФ: 2009
- Обладатель Кубка Алжира: 2009/10